# فيليب دوفور
فيليب دوفور هو ساعاتي ومخترِع سويسري، ولد في 1948 في Le Chenit ‏ في سويسرا.